# Freya guianensis
Freya guianensis är en spindelart som beskrevs av Lodovico di Caporiacco 1947. Freya guianensis ingår i släktet Freya och familjen hoppspindlar. Inga underarter finns listade i Catalogue of Life.